# Dolichomiris linearis
Dolichomiris linearis är en insektsart som beskrevs av Reuter 1882. Dolichomiris linearis ingår i släktet Dolichomiris och familjen ängsskinnbaggar. Inga underarter finns listade i Catalogue of Life.